# Adventure Island III
Adventure Island III (高橋名人の冒険島Ⅲ, Takahashi Meijin no Bōken Jima Surī) est un jeu vidéo de plates-formes en 2D à thème préhistorique par Hudson Soft, sorti en 1992 sur Nintendo Entertainment System. Une adaptation, Adventure Island II, est sorti en 1993 sur Game Boy.

## Trame
La petite-amie de Master Higgins, Jeannie Jungle, est encore une fois kidnappée par des extraterrestres.

## Système de jeu
La réalisation du jeu est très similaire à son prédécesseur Adventure Island II.
Le héros est armé d'un boomerang et se déplace avec une planche à roulette. Il peut monter sur des dinosaures.

## Accueil
- Famitsu : 22/40[4]